# 上河清站

上河清站位于甘肃省酒泉市上河清村，是兰新铁路的一座火车站，等级为四等站，距兰州站706公里，距乌鲁木齐站1186公里，本站及相邻上下行区间均为电气化区段。本站仅办理货运，不办理客运业务。邮政编码为735003。